# Sercial
Le sercial est un cépage blanc et rare entrant dans la composition du Madère.
Il est également cultivé de façon significative dans le Dão[réf. souhaitée]. Bien qu'exigeant quant à son emplacement et d'un mûrissement tardif, il réussit bien en altitude. Son vin extrêmement astringent, nécessite un vieillissement important. Il acquiert alors une robe et des saveurs très estimées pour leur subtilité[réf. souhaitée].

## Synonymes
Ce cépage possède d'autres synonymes : Escanoso, Esganoso, Esgana, Esganinho, Esgana Dão, Esgana Cão, Ondenc, …